# Brehov (Slowakije)
Brehov (Hongaars: Imreg) is een Slowaakse gemeente in de regio Košice, en maakt deel uit van het district Trebišov.
Brehov telt 630 inwoners. Ruim een derde van de inwoners is etnisch Hongaars. Tot 1920 behoorde de gemeente tot Hongarije.